# Dalek (episódio de Doctor Who)
"Dalek" é o sexto episódio da primeira temporada moderna da série de ficção científica britânica Doctor Who, transmitido originalmente através da BBC One em 30 de abril de 2005. Escrito por Robert Shearman e dirigido por Joe Ahearne, o episódio marca o retorno dos Daleks, um dos principais vilões da série.
No episódio, o Doutor, um alienígena viajante do tempo interpretado por Christopher Eccleston, e sua acompanhante Rose Tyler descobrem um esconderijo subterrâneo de propriedade do colecionador de artefatos alienígenas Henry van Statten, que guarda o único Dalek sobrevivente da Guerra do Tempo. Quando a criatura escapa, o Doutor corre contra o tempo para impedi-lo de chegar à superfície e aterrorizar a humanidade. O episódio também introduz Bruno Langley como Adam Mitchell, que se tornou no acompanhante do Doutor na história seguinte.
No geral, "Dalek" recebeu críticas positivas; no entanto, a inserção de tortura e de linguagem sexual inadequada foram questionadas. O episódio também foi nomeado ao Prêmio Hugo de melhor apresentação dramática, forma curta, mas acabou apenas em terceiro lugar.

## Enredo

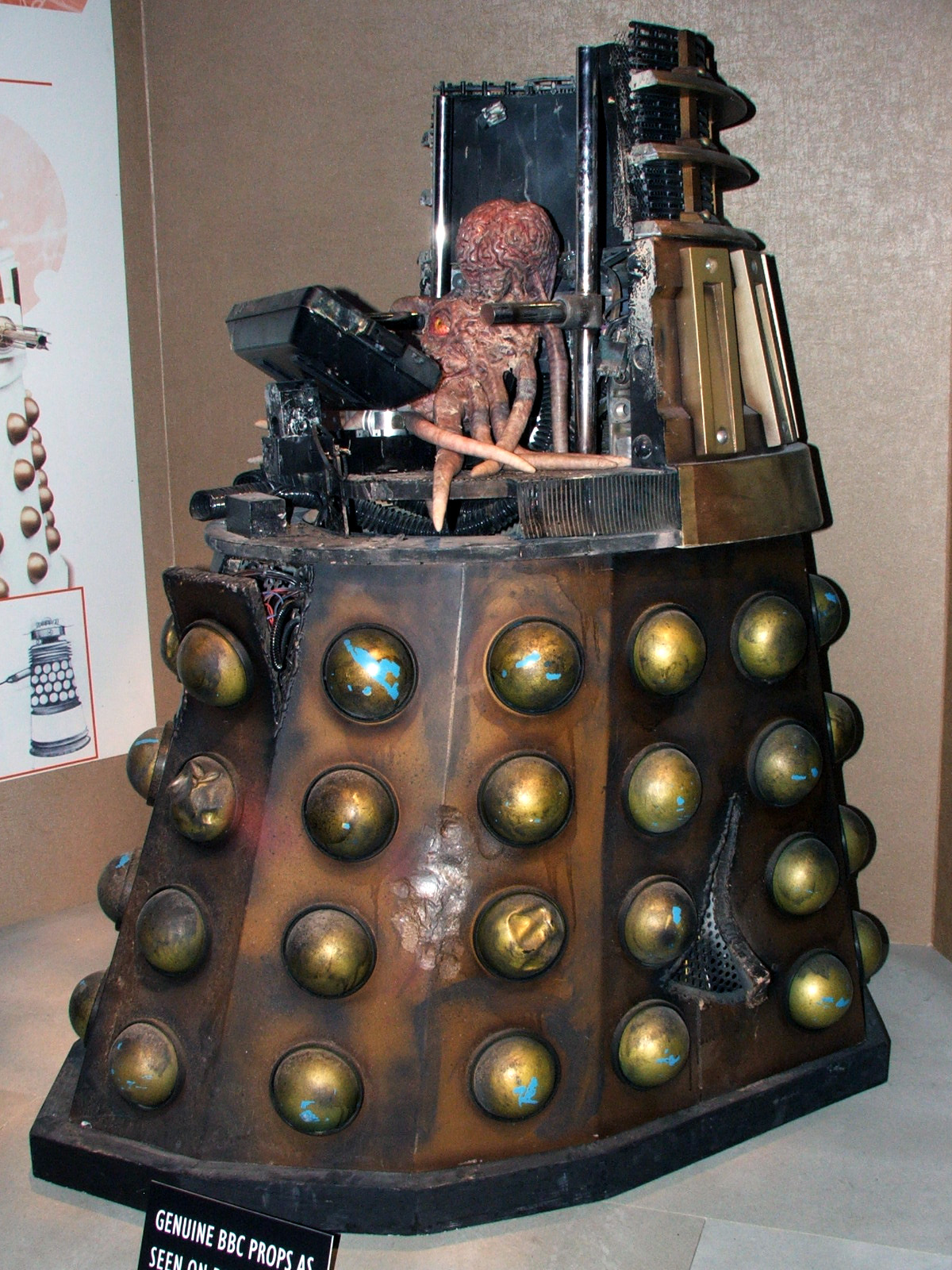
O invólucro aberto do Dalek, em exibição na Doctor Who Experience. Esta foi a primeira vez que o invólucro aberto foi mostrado.

A TARDIS se materializa em um amplo esconderijo subterrâneo perto de Salt Lake City, Utah, no ano de 2012. O Doutor e Rose olham ao redor e encontram vários artefatos alienígenas expostos. Os dois acabam capturados por soldados, que os levam para Henry van Statten, o proprietário da coleção. Enquanto o Doutor conversa com ele, Rose visita a instalação com um técnico chamado Adam Mitchell. Van Statten quer a opinião do Doutor sobre o orgulho de sua coleção, um ser que ele chama de "Metaltron", e o tranca dentro do cofre com o espécime. Ao descobrir que a criatura na verdade é um Dalek, espécie cujo ele pensava que tinha sido aniquilada durante a Grande Guerra de Tempo, o Doutor tenta destruí-lo, mas é parado pelos guardas de van Statten e escoltado de volta para seu escritório.
Enquanto isso, Adam leva Rose para ver o Dalek, e ficando com pena dele, ela toca sua carcaça. O Dalek absorve seu DNA e energia temporal, adquirida por suas viagens na TARDIS. O Dalek reconstitui sua força e se liberta das correntes que o aprisionavam. Em outra parte do complexo, Van Statten revela ao Doutor que não somente recolhe alienígenas, mas também tortura-os. Ele então tenta examinar de forma invasiva e violenta o corpo do Doutor para poder estudar sua fisiologia, mas ao ouvir os alarmes, acaba libertando-o. O Dalek então rompe o cofre em que foi selado e se conecta na internet, aprendendo que é (aparentemente) o último Dalek da sua espécie. Sem outros iguais a ele, a criatura volta à sua missão original: destruir toda a vida não-Dalek. Ele persegue Adam e Rose, matando os guardas no caminho.
Rose acaba presa dentro do cofre junto com o Dalek, que descobre que não pode exterminá-la por causa do DNA absorvido dela. Ele obriga o Doutor a deixá-lo sair e vai até o escritório de van Statten para matá-lo. Rose convence o Dalek à poupar a vida do homem e acompanha-o até a parte mais alta do cofre, onde ele explode um buraco no teto. O Dalek abre sua caixa e ao sentir a luz do sol, ele fica perturbado pelas novas emoções e ideias desenvolvidas, sentindo repulsa por sua própria existência. Ele pede a Rose para ordenar a autodestruição, que ela relutantemente concorda. Deste modo a criatura ativa o mecanismo e implode.
O assistente de Van Statten toma posse e ordena que a mente de seu ex-chefe seja apagada e ele deixado na estrada. O Doutor e Rose voltam para a TARDIS juntamente com Adam. Ele tenta convencê-los a sair imediatamente do lugar, mas Rose convida-o para viajar com eles.

### Continuidade
A capacidade dos Daleks voarem ou pairarem remonta a The Chase, onde um Dalek implicitamente levanta voo, enquanto que em Revelation of the Daleks um Dalek pairou para exterminar duas vítimas. A primeira parte de Remembrance of the Daleks mostra uma criatura que foi vista claramente pairando acima de escadas. Rose e Adam também aludem a uma longa piada de fãs sobre a incapacidade da espécie de subir escadas.
O sinal de chamada do helicóptero pessoal de Van Statten é "Bad Wolf One", uma frase recorrente ao longo da primeira temporada. Um trecho deste episódio é usado em "Bad Wolf", quando Rose lembra onde ela tinha encontrado a frase antes.

## Produção

### Concepção

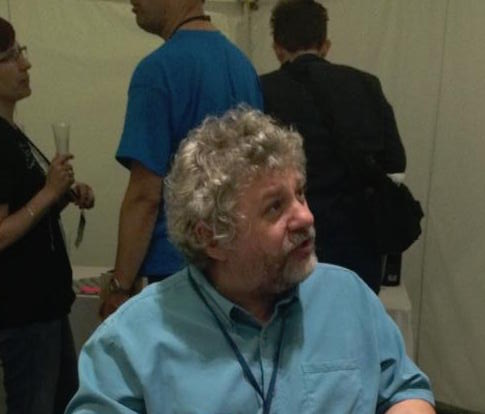
Rob Shearman, o escritor do episódio. A história foi baseada em Jubilee, outro roteiro do autor para Doctor Who.

Rob Shearman, o escritor do episódio, teve seu primeiro contato com Doctor Who em 2003, quando escreveu o áudio-drama Jubilee. O produtor executivo Russell T Davies se baseou nesta história para criar um ambiente ameaçador mostrado pelos Daleks em seu arco de estreia em 1963. O cenário passou de uma Terra alternativa em Jubilee para Utah, com o Dalek solitário sendo mantido em cativeiro pelo empresário Henry Van Statten, uma caricatura do presidente da Microsoft, Bill Gates.
O script passou por várias mudanças. A história em si foi inicialmente chamada de "Creature of Lies", e Van Statten foi originalmente chamado Hiram Duchesne. Por um curto período de tempo, Adam foi o filho do vilão, mas Shearman rejeitou a ideia. Durante a produção, a BBC teve dificuldades em licenciar o uso Daleks, que eram de propriedade da Nation Estate. Antes de conseguirem isso, uma história paralela foi desenvolvida; ela continha um alienígena semelhante a uma criança que matava por prazer. Apesar de descontinuada quando os direitos sobre os Daleks foram garantidos, a ideia foi reaproveitada para criar os Toclafanes de "The Sound of Drums" e "Last of the Time Lords".

### Filmagens
O episódio foi colocado no terceiro bloco de produção, junto com "Father's Day" e "The Long Game", este último retirado devido a atrasos na criação de efeitos especiais. A posição dessa história na temporada foi intencional, de modo a evitar uma queda de audiência antecipada, embora a BBC sugeriu que o episódio fosse o season premiere. As filmagens começaram em 25 de outubro de 2004, no Museu Nacional de Cardiff, antes de passarem para o Millennium Stadium no dia seguinte, onde a maior parte do episódio foi filmado. Os trabalhos terminaram em 3 de novembro de 2004, embora pequenas re-filmagens foram feitas em estúdio durante o resto do mês.

## Recepção crítica e prêmios
Antes da transmissão, a organização Mediawatch-uk se queixou de certos elementos do episódio, caracterizando o encadeamento de Van Statten e a varredura invasiva do Doutor como uma cena de tortura "sadomasoquista". O órgão também reclamou de linguagem sexual inadequada durante um diálogo de Van Statten com Adam e Rose.
Quando foi lançado em DVD, o British Board of Film Classification (BBFC) deu ao episódio a classificação "inadequado para menores de 12 anos", por causa das cenas onde o Doutor é visto torturando o Dalek. O BBFC declarou:

"Estamos preocupados com os heróis infantis usando as táticas que Doctor Who usou contra o Dalek. Se isso foi transferido para o parquinho, seria algo que não gostaríamos de enfrentar".

A recepção ao episódio foi positiva. Em sua primeira exibição, foi assistido por 7,73 milhões de espectadores, 46% do total da audiência naquela noite, vendo visto ao todo por 8,64 milhões de espectadores. The Times afirmou que o episódio foi um "triunfo inqualificável". Um revisor do The Guardian comentou que "o script de Shearman superou as expectativas", e que o episódio "mostra muito bem as crianças de 2005 o que sempre foi tão maravilhoso sobre os latões icônicos". Para o The London Evening Standard, a única decepção foi chamar o episódio de "Dalek", estrando a surpresa. Já o Daily Mirror declarou que "por 30 maravilhosos minutos, o novo Doctor Who da BBC1 foi a melhor coisa na televisão". Em 2010, o Den of Geek considerou este episódio como a segunda melhor história sobre os Daleks em toda a série.
O episódio foi nomeado para o Prêmio Hugo na categoria melhor apresentação dramática, forma curta, juntamente com "Father's Day" e "The Empty Child" / "The Doctor Dances", também de Doctor Who, mas acabou somente em terceiro lugar.